# Rurembera
Rurembera är ett vattendrag i Burundi.   Det ligger i provinsen Gitega, i den centrala delen av landet, 80 kilometer öster om huvudstaden Bujumbura.
Omgivningarna runt Rurembera är en mosaik av jordbruksmark och naturlig växtlighet. Runt Rurembera är det ganska tätbefolkat, med 192 invånare per kvadratkilometer.